# Salzano
Salzano és un municipi italià, dins de la ciutat metropolitana de Venècia. L'any 2007 tenia 12.334 habitants. Limita amb els municipis de Martellago, Mirano, Noale i Scorzè.

## Administració
| Període | Identitat             | Partit         |
| ------- | --------------------- | -------------- |
| 2007-   | Alessandro Quaresimin | Centreesquerra |